# Julian Morris
Julian David Morris (Londres, 13 de janeiro de 1983) é um ator britânico. Ele é mais conhecido por seus papéis nas telesséries ER, 24, Pretty Little Liars, Once Upon a Time e New Girl. Estrelou os filmes de terror slasher Cry Wolf (2005) e Sorority Row (2009). De 2014 a 2017, estrelou a websérie Hand of God. 

## Vida pessoal
Julian Morris nasceu em Crouch End, North London, e cresceu em Muswell Hill. Ele é filho de Glen, nascido na África do Sul, e Andrea Morris, nascida no Zimbabwe, e passou muito tempo morando em ambos países. Ele tem uma irmã mais nova, Amy. Ele é judeu assim como sua família. O avô de Morris foi capturado pelos nazistas durante a Segunda Guerra Mundial e foi enviado para um campo de concentração na Itália por dois meses. Em abril de 2021, Morris disse durante uma entrevista que sentiu o que seu avô havia passado durante as filmagens de Valkyrie.
Julian reside em Los Angeles, Califórnia. Em 2 de dezembro de 2021, anunciou sua homossexualidade em uma postagem no Instagram, em que comemorava o 18º aniversário de relacionamento com seu parceiro, Landon Ross.

## Filmografia

### Cinema
| Ano  | Título                                              | Papel            |
| ---- | --------------------------------------------------- | ---------------- |
| 1999 | Don't Go Breaking My Heart                          | Charlie Gosling  |
| 2002 | Spin                                                | Fiz              |
| 2005 | Cry Wolf                                            | Owen Matthews    |
| 2006 | Whirlygirl                                          | James Edwards    |
| 2008 | Donkey Punch                                        | Josh             |
| 2008 | Valkyrie                                            | Tenente jovem    |
| 2009 | Sorority Row                                        | Andy Richards    |
| 2010 | Privileged                                          | Spencer Stephens |
| 2012 | Beyond                                              | Farley Connors   |
| 2013 | Something Wicked                                    | Ryan             |
| 2013 | Kelly + Victor                                      | Victor           |
| 2014 | Take Flight                                         | Walt             |
| 2015 | Dragonheart 3: The Sorcerer's Curse                 | Gareth           |
| 2017 | Mark Felt: The Man Who Brought Down the White House | Bob Woodward     |
| 2018 | Viper Club                                          | Andy             |

### Televisão
| Ano          | Título                   | Papel            | Nota                                   |
| ------------ | ------------------------ | ---------------- | -------------------------------------- |
| 1996         | The Knock                | Dafyd Ellis      | Temporada 2, 3 episódios               |
| 1999         | Kid in the Corner        | Garoto na escola |                                        |
| 2000         | Fish                     | Carl Lumsden     | Elenco regular                         |
| 2002         | Young Arthur             | Arthur           |                                        |
| 2004         | Agatha Christie's Marple | Dennis Clement   | Episódio: "The Murder at the Vicarage" |
| 2007         | Shark                    | Dylan Crawford   | Episódio: "Teacher's Pet"              |
| 2008-09      | ER                       | Dr. Andrew Wade  | Temporada 15, 7 episódios              |
| 2009         | Privileged               | Simon            | Episódio: "All About a Brand New You"  |
| 2009         | Eleventh Hour            | Quinn            | Episódio: "Subway"                     |
| 2010         | 24                       | Agente Owen      | Temporada 8, 6 episódios               |
| 2010-13/2017 | Pretty Little Liars      | Wren Kingston    | 22 episódios                           |
| 2010         | My Generation            | Anders Holt      | Elenco regular                         |
| 2012         | Men at Work              | Damien           | Eisódio: "Pilot"                       |
| 2012         | Guilty                   | Alex Boyd        | Episódio: "Pilot"                      |
| 2012-14      | Once Upon a Time         | Príncipe Phillip | Temporadas 2 e 3, 6 episódios          |
| 2014-17      | Hand of God              | Paul Curtis      | Elenco regular                         |
| 2014         | New Girl                 | Ryan Geauxinue   | Temporada 4, 7 episódios               |
| 2017         | Man in an Orange Shirt   | Adam Berryman    | Elenco regular                         |
| 2017         | Little Women             | John Brooke      | 3 episódios                            |
| 2019         | The Morning Show         | Andrew           | 1 episódio                             |
| 2020         | The Good Fight           | Major Bringham   | 1 episódio                             |